# Haarzellleukämie
Die Haarzellleukämie gehört zu den niedrigmalignen B-Zell-Non-Hodgkin-Lymphomen. Die Erkrankung hat ihren Namen von den charakteristischen fransigen Ausläufern (haarförmigen Zytoplasmafortsätzen), die mikroskopisch bei den malignen Zellen („Haarzellen“) zu sehen sind, erhalten.

## Epidemiologie und Ursachen
Die Haarzellleukämie ist eine seltene Erkrankung, sie macht etwa 2 % aller Leukämien aus. Das mediane Alter bei Diagnosestellung liegt bei 50–55 Jahren, das männliche Geschlecht überwiegt deutlich (Verhältnis 4–5:1). Die Ursachen für die Entstehung einer Haarzellleukämie sind weitgehend unbekannt.

## Symptome

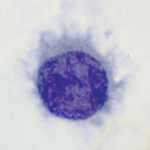
Haarzelle im peripheren Blut

- Panzytopenie durch diffuse Knochenmarksinfiltration und Markfibrose
  - Anämie mit Müdigkeit und Schwäche
  - Leukopenie mit erhöhter Infektanfälligkeit
  - Thrombozytopenie mit verstärkter Blutungsneigung
- Ausgeprägte Milzvergrößerung (Splenomegalie)
- In etwa 20 Prozent der Fälle Lebervergrößerung (Hepatomegalie)
- chronisch wiederkehrender Verlauf eines Sweet-Syndroms[2]

## Diagnose
Nur bei etwa 10–20 % der Patienten besteht eine übermäßige Vermehrung weißer Blutkörperchen (eine Leukozytose), bei der Mehrheit sind die Leukozytenzahlen im Blut sogar vermindert (im Sinne einer Leukozytopenie). Trotzdem finden sich im peripheren Blutausstrich (Ausstrich des Venenblutes) bei den meisten Patienten die typischen Haarzellen. In diesen Zellen bzw. in Knochenmarksausstrichen lässt sich zytochemisch ein Enzym, die tartrat-resistente saure Phosphatase, nachweisen. Die Diagnose wird gesichert durch eine histologische und immunhistologische Untersuchung des Knochenmarks.

## Differenzialdiagnose
- Aplastische Anämie
- Chronische lymphatische Leukämie
- Myelodysplastisches Syndrom

## Therapie
Therapie der Wahl ist eine Behandlung mit dem Purinanalogon Cladribin (2-Chlorodeoxyadenosin oder 2-CdA) mittels subkutaner Injektion. Die Ansprechrate liegt bei über 90 % mit zahlreichen kompletten Heilungen (Remissionen). Als weiteres Purin-Derivat steht Pentostatin zur Verfügung. Vor Einführung der Purin-Analoga wurde die Krankheit mit Interferon-α behandelt. Auch eine Milzentfernung (eine Splenektomie) führt in vielen Fällen zur Remission mit Normalisierung des Blutbildes, spielt aber in der Therapie aufgrund der sehr guten medikamentösen Behandlungsmöglichkeiten keine wesentliche Rolle mehr.